# Folkmordet vid Putumayo
Folkmordet vid Putamayo var ett folkmord som begicks i departementet Putuyamo på det amerikanska urfolket i Amazonas regnskog av företaget Peruvian Amazon Company, specifikt i området mellan Putamayofloden och Japuráfloden åren 1879–1912.